# 순정 (드라마)
《순정》은 2001년 9월 3일부터 2001년 10월 30일까지 방송했던 KBS 2TV 월화 드라마로 경찰서 강력계를 배경으로 한 멜로 드라마였다.

## 줄거리
반항적인 느낌의 주인공 이찬석은 강력반의 신참 형사이다. 직장 상사인 차반장의 조카 다혜와 연인 관계지만 차반장에게는 인정받지 못한다. 한편 찬석은 살인자 현기를 잡기 위해 그의 애인으로 생각되는 고시준비생 세진에게 접근했다가 그녀를 사랑하게 된다. 출생의 비밀을 모른 채 살아온 세진은 실은 현기의 친동생인데...

## 제작진

### 극본
- 이경희

### 연출
- 정성효

## 등장 인물

### 주요 인물
- 류진 - 이찬석 역 (아역 : 류덕환)
- 이요원 - 한세진 (강현주) 역
- 이종원 - 강현기 역
- 염정아 - 장호숙 역
- 손태영 - 차다혜 역

### 주변 인물
- 박근형 - 찬석의 아버지 역
- 선우은숙 - 세진의 어머니 역
- 천호진 - 차 반장 역
- 이동욱 - 장호구 역
- 이정용 - 문 형사 역
- 손종범 - 백 형사 역
- 박형재 - 하 형사 역
- 서지희
- 최상훈 - 김병철 역
- 나한일 - 박태민 역
- 권용운
- 강민석
- 김준모
- 장양균
- 최은석
- 김원배
- 한성식
- 박현숙

### 특별 출연
- 이정길 - 세진의 아버지 역
- 박지영 - 현기의 어머니 역

## 참고 사항
- 방송 리포터 차다혜 역을 맡은 손태영은 이 드라마를 통해 연기자로 데뷔했다.[1]
- 작가, 연출가가 같고 출연진도 상당수 겹치는 《꼭지》와 비슷한 분위기라는 평가가 있었으며[2] 결국 기대 이하의 성적에 그쳤다.

## 참고 자료
- 씨네21 - 순정
- 김효선 (2001년 9월 1일). “새 미니시리즈 제2TV '순정'”. KBS저널. 2007년 1월 24일에 원본 문서에서 보존된 문서. 2007년 11월 25일에 확인함.